# Alter Speicher (Weimar)

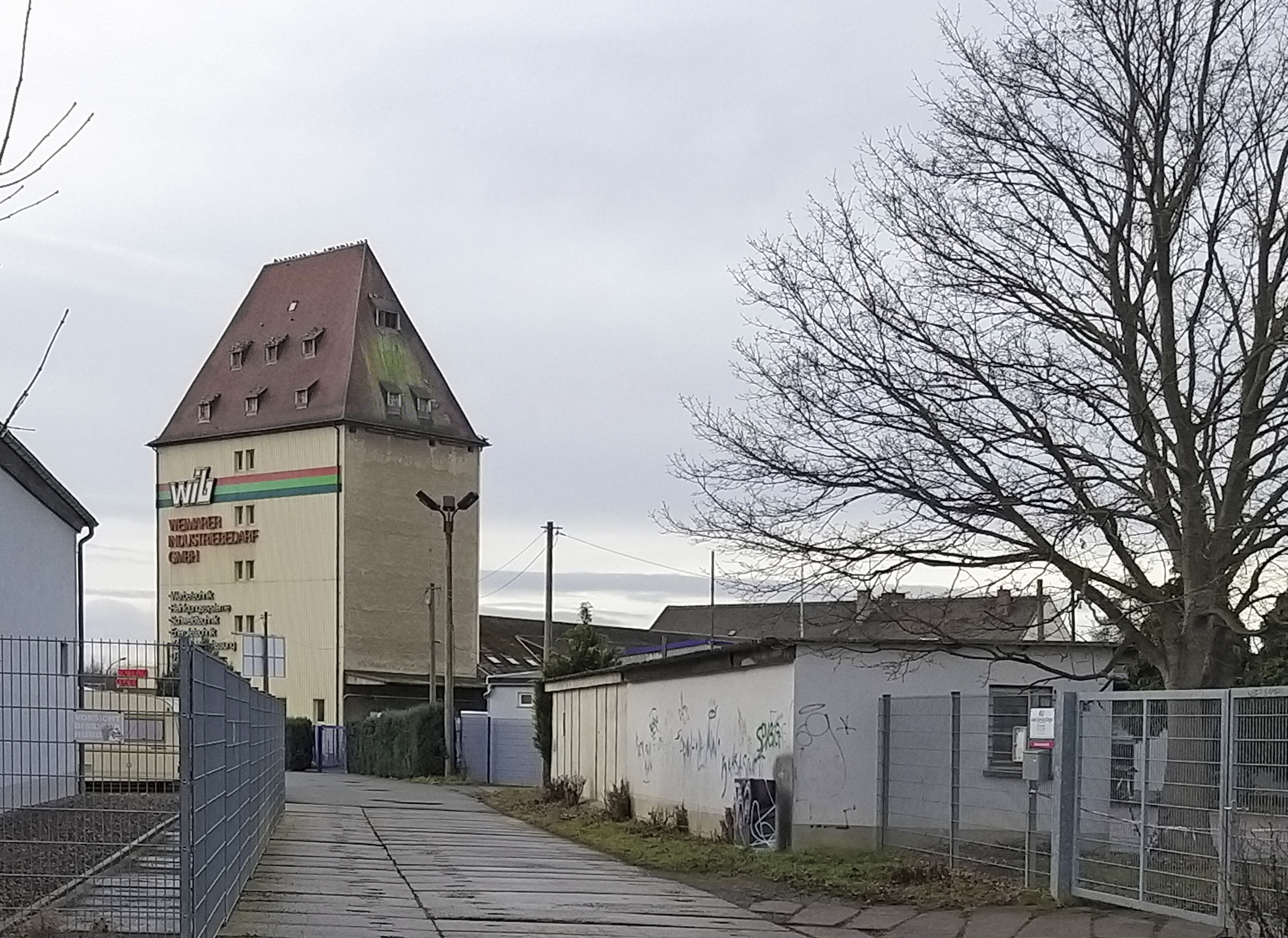
Blick auf den alten Speicher von Norden

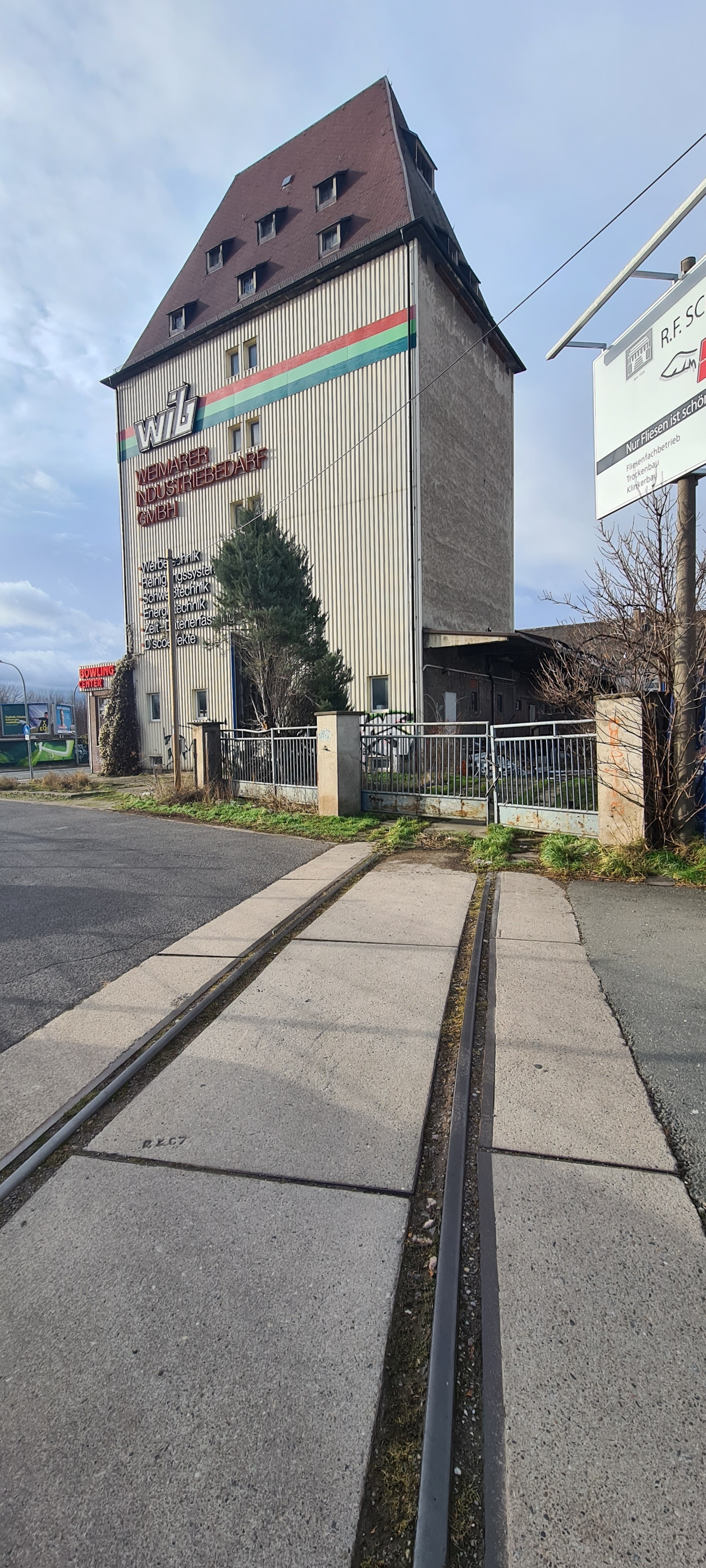
Alter Speicher Weimar Gleisanschluss zum ehemaligen Nordbahnhof Weimar (2023)

Der Alter Speicher in Weimar ist ein städtebaulich bedeutsames Industriegebäude in der Rießnerstraße 10 in Weimar-Nord. Es ist eines der ältesten erhaltenen Bauwerke im Industriegebiet Weimar-Nord und diente ursprünglich als Getreidespeicher. 

## Geschichte
Gebaut wurde das mehrgeschossige Silo 1936 nördlich des Weimarer Hauptbahnhofs. Es sollte in der Zeit des Nationalsozialismus gemeinsam mit der nahe gelegenen, fast zeitgleich erbauten Viehauktionshalle Weimar dazu beitragen, die damalige Landeshauptstadt Weimar auch zum versorgungstechnischen Knotenpunkt des Landes
Thüringen zu machen. Der Gebäudekomplex besaß einen Gleisanschluss zur Strecke Weimar-Hauptbahnhof – Rastenberg/Großrudestedt, von dem Gleisreste noch heute erhalten sind, und wurde von der Thüringer Hauptgenossenschaft Raiffeisenlager genutzt. Aufgrund seiner Höhe überragte das Silo die vorhandene Bebauung der Umgebung und prägt damit bis heute das Stadtbild von Weimar-Nord. Nicht nur seine hochaufragende Gestalt macht ihn markant, sondern auch das hohe Walmdach mit den Dachgauben. 
Zu DDR-Zeiten firmierte der Alte Speicher unter Vereinigung der gegenseitigen Bauernhilfe, Bäuerliche Handelsgesellschaft Weimar. Der Bau steht jedoch nicht unter Denkmalschutz.
Nach 1990 bis Anfang 2023 war dort die Weimarer Industriebedarf GmbH ansässig, deren Schriftzug die Wand ziert. Im Gebäudekomplex befindet sich außerdem ein Restaurant und Bowlingcenter.
Ein nahegelegener Straßenzug ist nach dem Gebäude Am Alten Speicher benannt. Der Name Alter Speicher rührt daher, weil das NS-Regime zwei Jahre später in der Nordvorstadt den reichseigenen Getreidespeicher erbauen ließ.